# Smärtgränsen
Smärtgränsen è un film documentario del 1983 diretto da Agneta Elers-Jarleman.

## Trama
Jean è coinvolto in un drammatico incidente stradale dove rimane gravemente ferito. Le nuove condizioni fisiche imporranno a lui e alla compagna Agneta un nuovo modo di affrontare la quotidianità.

## Riconoscimenti
Guldbagge - 1985
Miglior film